# 捷尔诺夫卡农村居民点 (别尔哥罗德州)
捷尔诺夫卡农村居民点（俄语：Терновское сельское поселение）是俄罗斯联邦别尔哥罗德州雅科夫列沃区所属的一个农村居民点。其下辖有5个居民点，行政中心为捷尔诺夫卡。据2016年统计，该农村居民点的人口为2682人。